# Voetbalkampioenschap van Harz 1931/32
In 1931/32 werd het twintigste voetbalkampioenschap van Harz gespeeld, dat georganiseerd werd door de Midden-Duitse voetbalbond.
FC Germania 1900 Halberstadt werd kampioen en plaatste zich voor de Midden-Duitse eindronde. De club versloeg  Fortuna Magdeburg en verloor dan van Dresdner SC.

## Gauliga
| Plaats | Club                         | Wed.           | W              | G              | V              | Saldo          | Ptn.           |
| ------ | ---------------------------- | -------------- | -------------- | -------------- | -------------- | -------------- | -------------- |
| 1.     | FC Germania 1900 Halberstadt | 16             | 14             | 1              | 1              | 61:21          | 29:3           |
| 2.     | SV Germania 1916 Wernigerode | 16             | 12             | 1              | 3              | 56:32          | 25:7           |
| 3.     | VfL Mars Quedlinburg         | 16             | 8              | 1              | 7              | 44:43          | 17:15          |
| 4.     | SpVgg 1904 Thale             | 16             | 6              | 4              | 6              | 53:43          | 16:16          |
| 5.     | SpVgg 1908 Aschersleben      | 16             | 5              | 5              | 6              | 50:36          | 15:17          |
| 6.     | SC 1910 Halberstadt          | 16             | 4              | 4              | 8              | 31:51          | 12:20          |
| 7.     | SC Preußen 1909 Halberstadt  | 16             | 5              | 1              | 10             | 22:51          | 11:21          |
| 8.     | FC Askania 1900 Aschersleben | 16             | 4              | 2              | 10             | 46:63          | 10:22          |
| 9.     | Quedlinburger SV 1904        | 16             | 4              | 1              | 11             | 29:52          | 9:23           |
| 10.    | VfL Halberstadt              | Teruggetrokken | Teruggetrokken | Teruggetrokken | Teruggetrokken | Teruggetrokken | Teruggetrokken |

|  | Kampioen, geplaatst voor Midden-Duitse eindronde |
|  | Degradatie                                       |